# Iliá Chernoúsov
Iliá Grigórievich Chernoúsov –en ruso, Илья Григорьевич Черноусов– (Novosibirsk, URSS, 7 de agosto de 1986) es un deportista ruso que compitió en esquí de fondo. Está casado con la biatleta Selina Gasparin.
Participó en los Juegos Olímpicos de Sochi 2014, obteniendo una medalla de bronce en la prueba de 50 km. Ganó una medalla de bronce en el Campeonato Mundial de Esquí Nórdico de 2011, en la prueba de 30 km.

## Palmarés internacional
| Juegos Olímpicos   | Juegos Olímpicos | Juegos Olímpicos  | Juegos Olímpicos |
| Año                | Lugar            | Medalla           | Prueba           |
| ------------------ | ---------------- | ----------------- | ---------------- |
| 2014               | Sochi (Rusia)    | Medalla de bronce | 50 km            |
| Campeonato Mundial |                  |                   |                  |
| Año                | Lugar            | Medalla           | Prueba           |
| 2011               | Oslo (Noruega)   | Medalla de bronce | 30 km            |